# Jorge Lacão
Jorge Lacão Costa, né à Portalegre le 4 septembre 1954, est un homme politique portugais, membre du Parti socialiste (PS).
Élu député en 1983, il est mandataire juridique de Mário Soares lors de l'élection présidentielle de 1986. Entre 1995 et 1997, il occupe la présidence du groupe parlementaire socialiste, puis il devient en 1999 président de la commission des Affaires constitutionnelles de l'Assemblée de la République.
Il est nommé secrétaire d'État à la Présidence du conseil des ministres par José Sócrates en 2005. En 2009, il prend le poste de ministre des Affaires parlementaires et le conserve deux ans. Il est choisi, en 2015, comme vice-président de l'Assemblée de la République.

## Biographie

### Jeunesse
Titulaire d'une licence en droit de l'université de Coimbra, il est avocat de profession. Entre 1978 et 1980, il dirige le service de presse du Parti socialiste, siège au conseil d'information de la Radio Télévision du Portugal (RTP) et de l'agence de presse ANOP.
Il accomplit ensuite, jusqu'en 1981, son service militaire obligatoire comme aspirant au sein de la direction du service de justice et de discipline de l'État-major de l'armée de terre.

### Débuts en politique
À son retour de l'armée, en 1981, il est nommé directeur de cabinet du secrétaire général du PS Mário Soares. Au cours des élections législatives anticipées du 25 avril 1983, il se fait élire député du district de Santarém et entre alors à l'Assemblée de la République, à l'âge de 28 ans.

### Ascension
Il abandonne ses fonctions auprès du chef du parti et intègre la direction du groupe parlementaire, alors dans la majorité, pour deux ans. En prévision de l'élection présidentielle de 1986, Soares le choisit comme son mandataire juridique.
Il devient en 1987 professeur des universités de sciences politiques et droit constitutionnel à l'université autonome de Lisbonne, un poste qu'il ne garde qu'un an. En 1989, il devient vice-président du groupe parlementaire, désormais dans l'opposition et retrouve son poste à l'université.

### Figure du Parlement
Il est porté à la présidence de la commission de l'Administration territoriale, des Collectivités locales, de l'Équipement et de l'Environnement en 1993 et exerce fonction jusqu'à la fin de la législature, en 1995. Le PS ayant gagné une forte majorité relative, il revient aux responsabilités et Jorge Lacão est élu à 40 ans président du groupe parlementaire, ainsi que président de la commission parlementaire de l'Éthique. En 1997, Francisco Assis prend sa suite à la direction du groupe. À la suite des élections de 1999, il devient le président de la commission des Affaires constitutionnelles, des Droits, des Libertés et des Garanties. Toutefois, les socialistes perdent les élections de 2002 et il doit alors se contenter de présider la commission de l'Éthique.

### Au gouvernement
Le PS sort toutefois triomphant des élections anticipées de 2005. Aussi, le 12 mars, le nouveau Premier ministre José Sócrates le nomme secrétaire d'État à la Présidence du conseil des ministres. À l'issue de son mandat de quatre ans, le 26 octobre 2009, Jorge Lacão est désigné ministre des Affaires parlementaires.

### Retour à l'Assemblée
Les socialistes sont renvoyés dans l'opposition après leur défaite aux élections de 2011, au cours desquelles il est candidat dans le district de Lisbonne, après neuf législatures à postuler dans le district de Santarém. Il retrouve un poste de vice-président du groupe parlementaire, dont il démissionne en 2014. Après la tenue du scrutin parlementaire de 2015, il est élu vice-président de l'Assemblée de la République sous la présidence d'Eduardo Ferro Rodrigues.